# Carlota de Mark
Carlota de Mark (em francês:  Charlotte de La Marck, Sedan, 5 de novembro de 1574 – Sedan, 15 de maio de 1594) foi uma nobre pertencente à Casa de Mark, tendo sido Duquesa de Bulhão e Princesa de Sedan por direito próprio.
Casou com Henrique de La Tour de Auvérnia, mas morreu sem descendência.

## Biografia
Carlota foi a última descendente do duque de Bulhão, Henrique Roberto de Mark, tendo sucedido nos estados familiares, ao seu irmão mais velho, Guilherme Henrique de Mark, morto sem descendência em 1588.
Esse património incluía o Ducado de Bulhão, o Principado de Sedan e vários outros títulos menores. 
O seu casamento fora planeado pelo próprio rei Henrique IV de França. O seu marido era filho de Francisco, Visconde de Turenne e de Leonor de Montmorency, filha de Anne de Montmorency. O casamento realizou-se a 19 de novembro de 1591.
Morreu ao dar à luz um menino que nasceu e morreu no mesmo dia. A própria Carlota viria a falecer uma semana depois do parto com apenas 19 anos. Foi sepultada na igreja de São Lourenço em Sedan (em francês:  Eglise de Saint Laurent de Sedan).
O seu marido veio a reclamar o Ducado de Bulhão para si próprio e, em 1676, o seu neto Godofredo Maurício de La Tour de Auvérnia recebeu formalmente Bulhão e Sedan.
A linha de Bulhão de Casa de Mark extinguiu-se com Carlota.

## Descendência
Do seu casamento com Henrique de La Tour de Auvérnia, nasceu:
- X de La Tour de Auvérnia (menino) que nasceu e morreu a 8 de maio de 1594.

## Ligações Externas
- Genealogia de Carlota de Mark (euweb.cz)